# Copa Mundial de Fútbol Sub-17 de 2013
La Copa Mundial de Fútbol Sub-17 de 2013 fue la XV edición de dicha competición y tuvo lugar entre el 17 de octubre y el 8 de noviembre en los Emiratos Árabes Unidos, designados como sede en 2011.

## Sedes
| Emiratos Árabes Unidos                           | Emiratos Árabes Unidos                       | Emiratos Árabes Unidos                                 | Emiratos Árabes Unidos              |
| ------------------------------------------------ | -------------------------------------------- | ------------------------------------------------------ | ----------------------------------- |
| Abu Dabi Al Ain Dubái Fuyaira Ras el Jaima Sarja | Abu Dabi                                     | Al Ain                                                 | Dubái                               |
| Abu Dabi Al Ain Dubái Fuyaira Ras el Jaima Sarja | Estadio Mohammed Bin Zayed Capacidad: 42.056 | Estadio Internacional Sheikh Khalifa Capacidad: 16.000 | Estadio Al-Rashid Capacidad: 18.000 |
| Abu Dabi Al Ain Dubái Fuyaira Ras el Jaima Sarja |                                              |                                                        |                                     |
| Abu Dabi Al Ain Dubái Fuyaira Ras el Jaima Sarja | Fuyaira                                      | Ras el Jaima                                           | Sarja                               |
| Abu Dabi Al Ain Dubái Fuyaira Ras el Jaima Sarja | Estadio Fujairah Club Capacidad: 5.000       | Estadio Emirates Club Capacidad: 3.000                 | Estadio Sharjah Capacidad: 12.000   |
| Abu Dabi Al Ain Dubái Fuyaira Ras el Jaima Sarja |                                              |                                                        |                                     |

## Árbitros
| Confederación | Árbitros          | Asistentes                               |
| ------------- | ----------------- | ---------------------------------------- |
| AFC           | Abdulrahman Abdou | Taleb Al-Marri Yaser Marad               |
| AFC           | Khalil Al-Ghamdi  | Badr Al-Shumrani Hamad Al-Mayahi         |
| AFC           | Kim Dong-Jin      | Jeong Hae-Sang Yang Byoung-Eun           |
| CAF           | Daniel Bennett    | Marwa Range Zakhele Siwela               |
| CAF           | Badara Diatta     | Djibril Camara El Hadji Samba            |
| CAF           | Slim Jedidi       | Bechir Hassani Anouar Hmila              |
| Concacaf      | Jair Marrufo      | Eric Boria Ricardo Morgan                |
| Concacaf      | Marco Rodríguez   | Marvin Torrentera Marcos Quintero        |
| Concacaf      | Elmer Bonilla     | Octavio Jara Hermenerito Leal            |
| Conmebol      | Raúl Orosco       | Efraín Castro Arol Valda                 |
| Conmebol      | Martín Vázquez    | Nicolás Taran Miguel Nievas              |
| Conmebol      | Juan Soto         | Jorge Urrego Carlos López                |
| Conmebol      | Néstor Pitana     | Juan Pablo Belatti Diego Bonfá           |
| Conmebol      | Héber Lopes       | Alessandro Rocha Marcelo Van Gasse       |
| OFC           | Norbert Hauata    | Mark Rule Tevita Makasini                |
| UEFA          | Mark Clattenburg  | Stephen Child Simon Beck                 |
| UEFA          | Pavel Královec    | Martin Wilczek Roman Slyško              |
| UEFA          | Svein Oddvar Moen | Kim Haglund Frank Andås                  |
| UEFA          | Gianluca Rocchi   | Elenito Di Liberatore Gianluca Cariolato |
| UEFA          | Wolfgang Stark    | Jan-Hendrik Salver Mike Pickel           |
| UEFA          | Craig Thomson     | Derek Rose Alan Mulvanny                 |

## Equipos participantes
En cursiva, los equipos debutantes.
| Clasificatorias | Clasificatorias | Clasificatorias | Clasificatorias | Clasificatorias | Clasificatorias |
| --------------- | --------------- | --------------- | --------------- | --------------- | --------------- |
| AFC             | CAF             | Concacaf        | Conmebol        | OFC             | UEFA            |

| Equipos participantes | Equipos participantes  | Equipos participantes | Equipos participantes |
| --------------------- | ---------------------- | --------------------- | --------------------- |
| Argentina             | Emiratos Árabes Unidos | Japón                 | Rusia 1               |
| Austria               | Eslovaquia             | Marruecos             | Suecia                |
| Brasil                | Honduras               | México                | Túnez                 |
| Canadá                | Irak                   | Nigeria               | Uruguay               |
| Costa de Marfil       | Irán                   | Nueva Zelanda         | Uzbekistán            |
| Croacia               | Italia                 | Panamá                | Venezuela             |

### Sorteo
El sorteo se realizó el 26 de agosto de 2013 en Abu Dabi.
| Bombo 1                                                                                                | Bombo 2                                                                                      | Bombo 3                                                                       | Bombo 4                                                              |
| --- | -------------------------------------------------------------------------------------------- | ----------------------------------------------------------------------------- | -------------------------------------------------------------------- |
| Emiratos Árabes Unidos (Asignado al A1) Irán Irak Japón Uzbekistán (Asignado al Grupo C) Nueva Zelanda | Argentina (Asignado al Grupo E) Brasil Uruguay Venezuela México (Asignado al Grupo F) Panamá | Canadá Honduras Costa de Marfil (Asignado al Grupo B) Marruecos Nigeria Túnez | Austria Croacia Eslovaquia Italia Rusia (Asignado al Grupo D) Suecia |

## Fase de grupos
- Los horarios correspondieron a la hora de Emiratos Árabes Unidos (UTC+4).

- Leyenda: Pts: Puntos; PJ: Partidos jugados; PG: Partidos ganados; PE: Partidos empatados; PP: Partidos perdidos; GF: Goles a favor; GC: Goles en contra; Dif: Diferencia de goles.

### Primera fase

#### Grupo A
| Equipo                 | Pts | PJ | PG | PE | PP | GF | GC | Dif |
| ---------------------- | --- | -- | -- | -- | -- | -- | -- | --- |
| Brasil                 | 9   | 3  | 3  | 0  | 0  | 15 | 2  | 13  |
| Honduras               | 4   | 3  | 1  | 1  | 1  | 4  | 6  | -2  |
| Eslovaquia             | 4   | 3  | 1  | 1  | 1  | 5  | 8  | -3  |
| Emiratos Árabes Unidos | 0   | 3  | 0  | 0  | 3  | 2  | 10 | -8  |

| 17 de octubre de 2013, 17:00  | Brasil                                                    | 6:1 (3:0) | Eslovaquia | Mohammed bin Zayed, Abu Dabi                               |                                                            |
|                               | Mosquito 17' 31' 70 (pen.) · Nathan 45'+2' 52' · Caio 56' | Reporte   | Vavro 68'  | Asistencia: 8.650 espectadores Árbitro(s): Marco Rodríguez | Asistencia: 8.650 espectadores Árbitro(s): Marco Rodríguez |
| Jugador del Partido: Mosquito |                                                           |           |            |                                                            |                                                            |

| 17 de octubre de 2013, 20:00      | Emiratos Árabes Unidos | 1:2 (1:1) | Honduras                   | Mohammed bin Zayed, Abu Dabi                               |                                                            |
|                                   | Khalfan 32'            | Reporte   | Medina 19' · Velasquez 85' | Asistencia: 8.650 espectadores Árbitro(s): Gianluca Rocchi | Asistencia: 8.650 espectadores Árbitro(s): Gianluca Rocchi |
| Jugador del Partido: Fredy Medina |                        |           |                            |                                                            |                                                            |

| 20 de octubre de 2013, 17:00          | Eslovaquia             | 3:3 (0:1) | Honduras           | Mohammed bin Zayed, Abu Dabi                                 |                                                              |
|                                       | Vestenický 48' 57' 90' | Reporte   | Flores 20' 52' 71' | Asistencia: 8.200 espectadores Árbitro(s): Abdulrahman Abdou | Asistencia: 8.200 espectadores Árbitro(s): Abdulrahman Abdou |
| Jugador del Partido: Tomáš Vestenický |                        |           |                    |                                                              |                                                              |

| 20 de octubre de 2013, 20:00   | Emiratos Árabes Unidos | 1:6 (0:3) | Brasil                                                            | Mohammed bin Zayed, Abu Dabi                                |                                                             |
|                                | Alameri 89'            | Reporte   | Boschilia 10' 33' · Nathan 41' 66' · Joanderson 73' · Gabriel 84' | Asistencia: 8.200 espectadores Árbitro(s): Mark Clattenburg | Asistencia: 8.200 espectadores Árbitro(s): Mark Clattenburg |
| Jugador del Partido: Boschilia |                        |           |                                                                   |                                                             |                                                             |

| 23 de octubre de 2013, 20:00          | Eslovaquia         | 2:0 (1:0) | Emiratos Árabes Unidos | Mohammed bin Zayed, Abu Dabi |                       |
|                                       | Vestenický 48' 67' | Reporte   |                        | Árbitro(s): Juan Soto        | Árbitro(s): Juan Soto |
| Jugador del Partido: Tomáš Vestenický |                    |           |                        |                              |                       |

| 23 de octubre de 2013, 20:00   | Honduras | 0:3 (0:2) | Brasil                       | Emirates Club, Ras el Jaima |                            |
|                                |          | Reporte   | Boschilia 13' 44' · Caio 63' | Árbitro(s): Wolfgang Stark  | Árbitro(s): Wolfgang Stark |
| Jugador del Partido: Boschilia |          |           |                              |                             |                            |

#### Grupo B
| Equipo          | Pts | PJ | PG | PE | PP | GF | GC | Dif |
| --------------- | --- | -- | -- | -- | -- | -- | -- | --- |
| Uruguay         | 7   | 3  | 2  | 1  | 0  | 10 | 2  | 8   |
| Italia          | 6   | 3  | 2  | 0  | 1  | 3  | 2  | 1   |
| Costa de Marfil | 4   | 3  | 1  | 1  | 1  | 4  | 2  | 2   |
| Nueva Zelanda   | 0   | 3  | 0  | 0  | 3  | 0  | 11 | -11 |

| 17 de octubre de 2013, 17:00      | Uruguay                                                                          | 7:0 (2:0) | Nueva Zelanda | Emirates Club, Ras el Jaima |                            |
|                                   | Méndez 2' · Otormín 36' 62' · Acosta 48' 56' · Ospitaleche 74' · Pizzichillo 88' | Reporte   |               | Árbitro(s): Wolfgang Stark  | Árbitro(s): Wolfgang Stark |
| Jugador del Partido: Kevin Méndez |                                                                                  |           |               |                             |                            |

| 17 de octubre de 2013, 20:00        | Costa de Marfil | 0:1 (0:0) | Italia       | Emirates Club, Ras el Jaima |                           |
|                                     |                 | Reporte   | Vidolini 46' | Árbitro(s): Néstor Pitana   | Árbitro(s): Néstor Pitana |
| Jugador del Partido: Lucas Vidolini |                 |           |              |                             |                           |

| 20 de octubre de 2013, 17:00         | Uruguay       | 1:1 (0:1) | Costa de Marfil | Emirates Club, Ras el Jaima                              |                                                          |
|                                      | Acosta 90'+4' | Reporte   | Keita 17'       | Asistencia: 2.482 espectadores Árbitro(s): Craig Thomson | Asistencia: 2.482 espectadores Árbitro(s): Craig Thomson |
| Jugador del Partido: Aboubakar Keita |               |           |                 |                                                          |                                                          |

| 20 de octubre de 2013, 20:00        | Italia       | 1:0 (0:0) | Nueva Zelanda | Emirates Club, Ras el Jaima                              |                                                          |
|                                     | Vidolini 47' | Reporte   |               | Asistencia: 2.482 espectadores Árbitro(s): Elmer Bonilla | Asistencia: 2.482 espectadores Árbitro(s): Elmer Bonilla |
| Jugador del Partido: Lucas Vidolini |              |           |               |                                                          |                                                          |

| 23 de octubre de 2013, 17:00         | Nueva Zelanda | 0:3 (0:1) | Costa de Marfil              | Emirates Club, Ras el Jaima   |                               |
|                                      |               | Reporte   | Bakayoko 24' 47' · Yakou 86' | Árbitro(s): Abdulrahman Abdou | Árbitro(s): Abdulrahman Abdou |
| Jugador del Partido: Moussa Bakayoko |               |           |                              |                               |                               |

| 23 de octubre de 2013, 17:00           | Italia       | 1:2 (1:1) | Uruguay                    | Mohammed bin Zayed, Abu Dabi  |                               |
|                                        | Parigini 10' | Reporte   | Bregonis 14' · Benítez 63' | Árbitro(s): Abdulrahman Abdou | Árbitro(s): Abdulrahman Abdou |
| Jugador del Partido: Vittorio Parigini |              |           |                            |                               |                               |

#### Grupo C
| Equipo     | Pts | PJ | PG | PE | PP | GF | GC | Dif |
| ---------- | --- | -- | -- | -- | -- | -- | -- | --- |
| Marruecos  | 7   | 3  | 2  | 1  | 0  | 7  | 3  | 4   |
| Uzbekistán | 7   | 3  | 2  | 1  | 0  | 4  | 1  | 3   |
| Croacia    | 3   | 3  | 1  | 0  | 2  | 3  | 5  | -2  |
| Panamá     | 0   | 3  | 0  | 0  | 3  | 2  | 7  | -5  |

| 18 de octubre de 2013, 17:00        | Croacia   | 1:3 (0:3) | Marruecos                    | Fujairah Club, Fuyaira   |                          |
|                                     | Muric 58' | Reporte   | Achahbar 26' 39' · Jaadi 44' | Árbitro(s): Jair Marrufo | Árbitro(s): Jair Marrufo |
| Jugador del Partido: Karim Achahbar |           |           |                              |                          |                          |

| 18 de octubre de 2013, 20:00           | Panamá | 0:2 (0:0) | Uzbekistán                   | Fujairah Club, Fuyaira     |                            |
|                                        |        | Reporte   | Abbasov 67' · Ashurmatov 75' | Árbitro(s): Daniel Bennett | Árbitro(s): Daniel Bennett |
| Jugador del Partido: Shohjahon Abbasov |        |           |                              |                            |                            |

| 21 de octubre de 2013, 17:00       | Croacia      | 1:0 (1:0) | Panamá | Fujairah Club, Fuyaira     |                            |
|                                    | Roguljic 25' | Reporte   |        | Árbitro(s): Norbert Hauata | Árbitro(s): Norbert Hauata |
| Jugador del Partido: Ante Roguljic |              |           |        |                            |                            |

| 21 de octubre de 2013, 20:00        | Uzbekistán | 0:0     | Marruecos | Fujairah Club, Fuyaira  |                         |
|                                     |            | Reporte |           | Árbitro(s): Raúl Orosco | Árbitro(s): Raúl Orosco |
| Jugador del Partido: Karim Achahbar |            |         |           |                         |                         |

| 24 de octubre de 2013, 20:00        | Uzbekistán                          | 2:1 (1:1) | Croacia       | Fujairah Club, Fuyaira    |                           |
|                                     | Caleta-Car 13' (ag) · Boltaboev 78' | Reporte   | Halilović 26' | Árbitro(s): Elmer Bonilla | Árbitro(s): Elmer Bonilla |
| Jugador del Partido: Alen Halilović |                                     |           |               |                           |                           |

| 24 de octubre de 2013, 20:00             | Marruecos                                       | 4:2 (2:1) | Panamá                  | Estadio Sharjah, Sarja     |                            |
|                                          | Bnou Marzouk 29' 39' · Sakhi 48' · Achahbar 84' | Reporte   | Wald 19' · Zorrilla 87' | Árbitro(s): Pavel Královec | Árbitro(s): Pavel Královec |
| Jugador del Partido: Younes Bnou Marzouk |                                                 |           |                         |                            |                            |

#### Grupo D
| Equipo    | Pts | PJ | PG | PE | PP | GF | GC | Dif |
| --------- | --- | -- | -- | -- | -- | -- | -- | --- |
| Japón     | 9   | 3  | 3  | 0  | 0  | 6  | 2  | 4   |
| Túnez     | 6   | 3  | 2  | 0  | 1  | 4  | 3  | 1   |
| Rusia     | 3   | 3  | 1  | 0  | 2  | 4  | 2  | 2   |
| Venezuela | 0   | 3  | 0  | 0  | 3  | 2  | 9  | -7  |

| 18 de octubre de 2013, 17:00           | Túnez                     | 2:1 (1:0) | Venezuela   | Estadio Sharjah, Sarja       |                              |
|                                        | Jbeli 24' · Ben Larbi 46' | Reporte   | Márquez 51' | Árbitro(s): Khalil Al Ghamdi | Árbitro(s): Khalil Al Ghamdi |
| Jugador del Partido: Mohamed Ben Larbi |                           |           |             |                              |                              |

| 18 de octubre de 2013, 20:00    | Rusia | 0:1 (0:1) | Japón    | Estadio Sharjah, Sarja  |                         |
|                                 |       | Reporte   | Uryu 14' | Árbitro(s): Héber Lopes | Árbitro(s): Héber Lopes |
| Jugador del Partido: Kosei Uryu |       |           |          |                         |                         |

| 21 de octubre de 2013, 17:00     | Túnez     | 1:0 (0:0) | Rusia | Estadio Sharjah, Sarja   |                          |
|                                  | Gabsi 60' |           |       | Árbitro(s): Kim Dong Jin | Árbitro(s): Kim Dong Jin |
| Jugador del Partido: Maher Gabsi |           |           |       |                          |                          |

| 21 de octubre de 2013, 20:00        | Japón                                | 3:1 (2:1) | Venezuela     | Estadio Sharjah, Sarja    |                           |
|                                     | Sugimoto 6' · Watanabe 43' 77' (pen) | Reporte   | Caraballo 16' | Árbitro(s): Badara Diatta | Árbitro(s): Badara Diatta |
| Jugador del Partido: Ryoma Watanabe |                                      |           |               |                           |                           |

| 24 de octubre de 2013, 17:00           | Venezuela | 0:4 (0:3) | Rusia                                           | Fujairah Club, Fuyaira     |                            |
|                                        |           | Reporte   | Makárov 14' · Sheydaev 38' 84' · Golovín 45'+2' | Árbitro(s): Daniel Bennett | Árbitro(s): Daniel Bennett |
| Jugador del Partido: Aleksandr Makárov |           |           |                                                 |                            |                            |

| 24 de octubre de 2013, 17:00       | Japón                       | 2:1 (0:1) | Túnez         | Estadio Sharjah, Sarja     |                            |
|                                    | Sakai 86' · Watanabe 90'+2' | Reporte   | Drager 45'+1' | Árbitro(s): Norbert Hauata | Árbitro(s): Norbert Hauata |
| Jugador del Partido: Daisuke Sakai |                             |           |               |                            |                            |

#### Grupo E
| Equipo    | Pts | PJ | PG | PE | PP | GF | GC | Dif |
| --------- | --- | -- | -- | -- | -- | -- | -- | --- |
| Argentina | 7   | 3  | 2  | 1  | 0  | 7  | 3  | 4   |
| Irán      | 5   | 3  | 1  | 2  | 0  | 3  | 2  | 1   |
| Canadá    | 2   | 3  | 0  | 2  | 1  | 3  | 6  | -3  |
| Austria   | 1   | 3  | 0  | 1  | 2  | 4  | 6  | -2  |

| 19 de octubre de 2013, 17:00         | Canadá                          | 2:2 (0:1) | Austria                   | Estadio Al-Rashid, Dubái                               |                                                        |
|                                      | Hamilton 53' · Roubos 58' (pen) | Reporte   | Horvath 28' · Zivotic 61' | Asistencia: 5.952 espectadores Árbitro(s): Slim Jedidi | Asistencia: 5.952 espectadores Árbitro(s): Slim Jedidi |
| Jugador del Partido: Jordan Hamilton |                                 |           |                           |                                                        |                                                        |

| 19 de octubre de 2013, 20:00         | Irán       | 1:1 (1:1) | Argentina   | Estadio Al-Rashid, Dubái                                  |                                                           |
|                                      | Hashemi 1' | Reporte   | Driussi 14' | Asistencia: 5.952 espectadores Árbitro(s): Pavel Královec | Asistencia: 5.952 espectadores Árbitro(s): Pavel Královec |
| Jugador del Partido: Mostafa Hashemi |            |           |             |                                                           |                                                           |

| 22 de octubre de 2013, 17:00            | Canadá       | 1:1 (0:1) | Irán      | Estadio Al-Rashid, Dubái |                         |
|                                         | Hamilton 47' | Reporte   | Karimi 8' | Árbitro(s): Héber Lopes  | Árbitro(s): Héber Lopes |
| Jugador del Partido: Amirhossein Karimi |              |           |           |                          |                         |

| 22 de octubre de 2013, 20:00         | Argentina                              | 3:2 (1:1) | Austria                      | Estadio Al-Rashid, Dubái |                          |
|                                      | Ibáñez 41' · Ferreyra 50' · Suárez 87' | Reporte   | Zivotic 30' · Pellegrini 79' | Árbitro(s): Jair Marrufo | Árbitro(s): Jair Marrufo |
| Jugador del Partido: Germán Ferreyra |                                        |           |                              |                          |                          |

| 25 de octubre de 2013, 20:00        | Argentina                    | 3:0 (1:0) | Canadá | Estadio Al-Rashid, Dubái     |                              |
|                                     | Ibáñez 45' · Sánchez 46' 74' | Reporte   |        | Árbitro(s): Mark Clattenburg | Árbitro(s): Mark Clattenburg |
| Jugador del Partido: Joaquín Ibáñez |                              |           |        |                              |                              |

| 25 de octubre de 2013, 20:00        | Austria | 0:1 (0:1) | Irán        | Sheikh Khalifa, Al Ain  |                         |
|                                     |         |           | Seyyedi 35' | Árbitro(s): Raúl Orosco | Árbitro(s): Raúl Orosco |
| Jugador del Partido: Yousef Seyyedi |         |           |             |                         |                         |

#### Grupo F
| Equipo  | Pts | PJ | PG | PE | PP | GF | GC | Dif |
| ------- | --- | -- | -- | -- | -- | -- | -- | --- |
| Nigeria | 7   | 3  | 2  | 1  | 0  | 14 | 4  | 10  |
| México  | 6   | 3  | 2  | 0  | 1  | 5  | 7  | -2  |
| Suecia  | 4   | 3  | 1  | 1  | 1  | 7  | 5  | 2   |
| Irak    | 0   | 3  | 0  | 0  | 3  | 2  | 12 | -10 |

| 19 de octubre de 2013, 17:00            | México     | 1:6 (1:2) | Nigeria                                               | Sheikh Khalifa, Al Ain                                       |                                                              |
|                                         | Jaimes 40' | Reporte   | Iheanacho 32' 39' 48' 69' · Nwakali 51' · Success 59' | Asistencia: 7.653 espectadores Árbitro(s): Svein Oddvar Moen | Asistencia: 7.653 espectadores Árbitro(s): Svein Oddvar Moen |
| Jugador del Partido : Kelechi Iheanacho |            |           |                                                       |                                                              |                                                              |

| 19 de octubre de 2013, 20:00         | Irak      | 1:4 (0:1) | Suecia                                      | Sheikh Khalifa, Al Ain                               |                                                      |
|                                      | Salam 53' | Reporte   | Engvall 35' 66' · Saletros 71' · Suljic 87' | Asistencia: 7.653 espectadores Árbitro(s): Juan Soto | Asistencia: 7.653 espectadores Árbitro(s): Juan Soto |
| Jugador del Partido : Gustav Engvall |           |           |                                             |                                                      |                                                      |

| 22 de octubre de 2013, 17:00                 | México                             | 3:1 (2:0) | Irak       | Sheikh Khalifa, Al Ain  |                         |
|                                              | Díaz 30' · Almanza 40' · Rivas 83' | Reporte   | Kareem 60' | Árbitro(s): Slim Jedidi | Árbitro(s): Slim Jedidi |
| Jugador del Partido : Alejandro Díaz Liceaga |                                    |           |            |                         |                         |

| 22 de octubre de 2013, 20:00         | Suecia                          | 3:3 (2:1) | Nigeria                                | Sheikh Khalifa, Al Ain    |                           |
|                                      | Berisha 10' 18' · Halvadzic 64' | Reporte   | Success 21' · Yahaya 47' · Awoniyi 80' | Árbitro(s): Néstor Pitana | Árbitro(s): Néstor Pitana |
| Jugador del Partido : Valmir Berisha |                                 |           |                                        |                           |                           |

| 25 de octubre de 2013, 17:00             | Nigeria                                                     | 5:0 (4:0) | Irak | Sheikh Khalifa, Al Ain      |                             |
|                                          | Muhammed 3' (pen) · Nwakali 3' · Yahaya 16' 40' · Obasi 89' | Reporte   |      | Árbitro(s): Gianluca Rocchi | Árbitro(s): Gianluca Rocchi |
| Jugador del Partido : Chidiebere Nwakali |                                                             |           |      |                             |                             |

| 25 de octubre de 2013, 17:00               | Suecia | 0:1 (0:0) | México     | Estadio Al-Rashid, Dubái |                          |
|                                            |        | Reporte   | Jaimes 85' | Árbitro(s): Kim Dong Jin | Árbitro(s): Kim Dong Jin |
| Jugador del Partido : Ulises Jaimes Huerta |        |           |            |                          |                          |

#### Mejores terceros
| Equipo          | Gr | Pts | PJ | PG | PE | PP | GF | GC | Dif |
| --------------- | -- | --- | -- | -- | -- | -- | -- | -- | --- |
| Suecia          | F  | 4   | 3  | 1  | 1  | 1  | 7  | 5  | 2   |
| Costa de Marfil | B  | 4   | 3  | 1  | 1  | 1  | 4  | 2  | 2   |
| Eslovaquia      | A  | 4   | 3  | 1  | 1  | 1  | 5  | 8  | -3  |
| Rusia           | D  | 3   | 3  | 1  | 0  | 2  | 4  | 2  | 2   |
| Croacia         | C  | 3   | 3  | 1  | 0  | 2  | 3  | 5  | -2  |
| Canadá          | E  | 2   | 3  | 0  | 2  | 1  | 3  | 6  | -3  |

Los cuatro mejores equipos de estos seis se determinarán de la siguiente manera:
- Mayor número de puntos obtenidos en todos los partidos de grupo;
- Diferencia de goles en todos los partidos de grupo;
- Mayor número de goles marcados en todos los partidos de grupo;
- Sorteo por parte de la comisión organizadora de la FIFA.

Los emparejamientos de los octavos de final fueron definidos de la siguiente manera:
- Partido 1: 2.º del grupo A v 2.º del grupo C
- Partido 2: 1.º del grupo D v 3.º del grupo B/E/F
- Partido 3: 1.º del grupo B v 3.º del grupo A/C/D
- Partido 4: 1.º del grupo F v 2.º del grupo E
- Partido 5: 1.º del grupo E v 2.º del grupo D
- Partido 6: 1.º del grupo C v 3.º del grupo A/B/F
- Partido 7: 1.º del grupo A v 3.º del grupo C/D/E
- Partido 8: 2.º del grupo B v 2.º del grupo F

Los emparejamientos de los partidos 2, 3, 6 y 7 dependen de quienes sean los terceros lugares que se clasifiquen a los octavos de final. La siguiente tabla muestra las diferentes opciones para definir a los rivales de los ganadores de los grupos A, B, C y D.
     – Combinación que se dio en esta edición.
| Si los 4 mejores terceros son de los grupos: | El 1.º del grupo A juega con: | El 1.º del grupo B juega con: | El 1.º del grupo C juega con: | El 1.º del grupo D juega con: |
| -------------------------------------------- | ----------------------------- | ----------------------------- | ----------------------------- | ----------------------------- |
| A, B, C y D                                  | 3.º del grupo C               | 3.º del grupo D               | 3.º del grupo A               | 3.º del grupo B               |
| A, B, C y E                                  | 3.º del grupo C               | 3.º del grupo A               | 3.º del grupo B               | 3.º del grupo E               |
| A, B, C y F                                  | 3.º del grupo C               | 3.º del grupo A               | 3.º del grupo B               | 3.º del grupo F               |
| A, B, D y E                                  | 3.º del grupo D               | 3.º del grupo A               | 3.º del grupo B               | 3.º del grupo E               |
| A, B, D y F                                  | 3.º del grupo D               | 3.º del grupo A               | 3.º del grupo B               | 3.º del grupo F               |
| A, B, E y F                                  | 3.º del grupo E               | 3.º del grupo A               | 3.º del grupo B               | 3.º del grupo F               |
| A, C, D y E                                  | 3.º del grupo C               | 3.º del grupo D               | 3.º del grupo A               | 3.º del grupo E               |
| A, C, D y F                                  | 3.º del grupo C               | 3.º del grupo D               | 3.º del grupo A               | 3.º del grupo F               |
| A, C, E y F                                  | 3.º del grupo C               | 3.º del grupo A               | 3.º del grupo F               | 3.º del grupo E               |
| A, D, E y F                                  | 3.º del grupo D               | 3.º del grupo A               | 3.º del grupo F               | 3.º del grupo E               |
| B, C, D y E                                  | 3.º del grupo C               | 3.º del grupo D               | 3.º del grupo B               | 3.º del grupo E               |
| B, C, D y F                                  | 3.º del grupo C               | 3.º del grupo D               | 3.º del grupo B               | 3.º del grupo F               |
| B, C, E y F                                  | 3.º del grupo E               | 3.º del grupo C               | 3.º del grupo B               | 3.º del grupo F               |
| B, D, E y F                                  | 3.º del grupo E               | 3.º del grupo D               | 3.º del grupo B               | 3.º del grupo F               |
| C, D, E y F                                  | 3.º del grupo C               | 3.º del grupo D               | 3.º del grupo F               | 3.º del grupo E               |

## Fase final
|  | Octavos de final | Octavos de final |                |   | Cuartos de final             | Cuartos de final             |                |                | Semifinales | Semifinales |  |  | Final | Final |
|  |                  |                  |                |   |                              |                              |                |                |             |             |  |  |       |       |
|  | 28 de octubre    |                  |                |   |                              |                              |                |                |             |             |  |  |       |       |
|  |                  |                  |                |   |                              |                              |                |                |             |             |  |  |       |       |
|  | Honduras         | 1                |                |   |                              |                              |                |                |             |             |  |  |       |       |
|  | Honduras         | 1                | 1 de noviembre |   |                              |                              |                |                |             |             |  |  |       |       |
|  | Uzbekistán       | 0                |                |   |                              |                              |                |                |             |             |  |  |       |       |
|  | Uzbekistán       | 0                | Honduras       | 1 |                              |                              |                |                |             |             |  |  |       |       |
|  | 28 de octubre    |                  | Honduras       | 1 |                              |                              |                |                |             |             |  |  |       |       |
|  |                  | Suecia           | 2              |   |                              |                              |                |                |             |             |  |  |       |       |
|  | Japón            | Suecia           | 2              | 1 |                              |                              |                |                |             |             |  |  |       |       |
|  | Japón            |                  | 5 de noviembre | 1 |                              |                              |                |                |             |             |  |  |       |       |
|  | Suecia           | 2                |                |   |                              |                              |                |                |             |             |  |  |       |       |
|  | Suecia           | 2                | Suecia         | 0 |                              |                              |                |                |             |             |  |  |       |       |
|  | 29 de octubre    |                  | Suecia         | 0 |                              |                              |                |                |             |             |  |  |       |       |
|  |                  | Nigeria          | 3              |   |                              |                              |                |                |             |             |  |  |       |       |
|  | Uruguay          | Nigeria          | 3              | 4 |                              |                              |                |                |             |             |  |  |       |       |
|  | Uruguay          | 2 de noviembre   |                | 4 |                              |                              |                |                |             |             |  |  |       |       |
|  | Eslovaquia       | 2                |                |   |                              |                              |                |                |             |             |  |  |       |       |
|  | Eslovaquia       | 2                | Uruguay        | 0 |                              |                              |                |                |             |             |  |  |       |       |
|  | 29 de octubre    |                  | Uruguay        | 0 |                              |                              |                |                |             |             |  |  |       |       |
|  |                  | Nigeria          | 2              |   |                              |                              |                |                |             |             |  |  |       |       |
|  | Nigeria          | Nigeria          | 2              | 4 |                              |                              |                |                |             |             |  |  |       |       |
|  | Nigeria          |                  | 8 de noviembre | 4 |                              |                              |                |                |             |             |  |  |       |       |
|  | Irán             | 1                |                |   |                              |                              |                |                |             |             |  |  |       |       |
|  | Irán             | 1                | Nigeria        | 3 |                              |                              |                |                |             |             |  |  |       |       |
|  | 29 de octubre    |                  | Nigeria        | 3 |                              |                              |                |                |             |             |  |  |       |       |
|  |                  | México           | 0              |   |                              |                              |                |                |             |             |  |  |       |       |
|  | Argentina        | México           | 0              | 3 |                              |                              |                |                |             |             |  |  |       |       |
|  | Argentina        | 2 de noviembre   |                | 3 |                              |                              |                |                |             |             |  |  |       |       |
|  | Túnez            | 1                |                |   |                              |                              |                |                |             |             |  |  |       |       |
|  | Túnez            | 1                | Argentina      | 2 |                              |                              |                |                |             |             |  |  |       |       |
|  | 29 de octubre    |                  | Argentina      | 2 |                              |                              |                |                |             |             |  |  |       |       |
|  |                  | Costa de Marfil  | 1              |   |                              |                              |                |                |             |             |  |  |       |       |
|  | Marruecos        | Costa de Marfil  | 1              | 1 |                              |                              |                |                |             |             |  |  |       |       |
|  | Marruecos        |                  | 5 de noviembre | 1 |                              |                              |                |                |             |             |  |  |       |       |
|  | Costa de Marfil  | 2                |                |   |                              |                              |                |                |             |             |  |  |       |       |
|  | Costa de Marfil  | 2                | Argentina      | 0 |                              |                              |                |                |             |             |  |  |       |       |
|  | 28 de octubre    |                  | Argentina      | 0 |                              |                              |                |                |             |             |  |  |       |       |
|  |                  | México           | 3              |   | Partido por el tercer puesto | Partido por el tercer puesto |                |                |             |             |  |  |       |       |
|  | Brasil           | México           | 3              | 3 | Partido por el tercer puesto | Partido por el tercer puesto |                |                |             |             |  |  |       |       |
|  | Brasil           | 1 de noviembre   | 1 de noviembre | 3 |                              |                              | 8 de noviembre | 8 de noviembre |             |             |  |  |       |       |
|  | Rusia            | 1 de noviembre   | 1 de noviembre | 1 |                              |                              | 8 de noviembre | 8 de noviembre |             |             |  |  |       |       |
|  | Rusia            | Brasil           | 1 (10)         | 1 | Suecia                       | 4                            |                |                |             |             |  |  |       |       |
|  | 28 de octubre    | Brasil           | 1 (10)         |   | Suecia                       | 4                            |                |                |             |             |  |  |       |       |
|  |                  | México (p.)      | 1 (11)         |   | Argentina                    | 1                            |                |                |             |             |  |  |       |       |
|  | Italia           | México (p.)      | 1 (11)         | 0 | Argentina                    | 1                            |                |                |             |             |  |  |       |       |
|  | Italia           |                  |                | 0 |                              |                              |                |                |             |             |  |  |       |       |
|  | México           | 2                |                |   |                              |                              |                |                |             |             |  |  |       |       |
|  | México           | 2                |                |   |                              |                              |                |                |             |             |  |  |       |       |

#### Octavos de final
| 28 de octubre de 2013, 17:00                | Italia | 0:2 (0:1) | México                 | Mohammed bin Zayed, Abu Dabi                             |                                                          |
|                                             |        | Reporte   | Díaz 25' · Ochoa 90+1' | Asistencia: 4.624 espectadores Árbitro(s): Néstor Pitana | Asistencia: 4.624 espectadores Árbitro(s): Néstor Pitana |
| Jugador del Partido: Alejandro Díaz Liceaga |        |           |                        |                                                          |                                                          |

| 28 de octubre de 2013, 17:00        | Japón                | 1:2 (0:2) | Suecia                    | Estadio Sharjah, Sarja                                   |                                                          |
|                                     | Wahlqvist 55' (a.g.) | Reporte   | Berisha 10' · Engvall 35' | Asistencia: 2.257 espectadores Árbitro(s): Badara Diatta | Asistencia: 2.257 espectadores Árbitro(s): Badara Diatta |
| Jugador del Partido: Valmir Berisha |                      |           |                           |                                                          |                                                          |

| 28 de octubre de 2013, 20:00  | Brasil                             | 3:1 (0:0) | Rusia          | Mohammed bin Zayed, Abu Dabi                                |                                                             |
|                               | Mosquito 71' · Boschilia 79' 90+2' | Reporte   | A. Makarov 90' | Asistencia: 4.624 espectadores Árbitro(s): Khalil Al-Ghamdi | Asistencia: 4.624 espectadores Árbitro(s): Khalil Al-Ghamdi |
| Jugador del Partido: Mosquito |                                    |           |                |                                                             |                                                             |

| 28 de octubre de 2013, 20:00      | Honduras   | 1:0 (0:0) | Uzbekistán | Estadio Sharjah, Sarja                                    |                                                           |
|                                   | Bodden 72' | Reporte   |            | Asistencia: 2.257 espectadores Árbitro(s): Pavel Královec | Asistencia: 2.257 espectadores Árbitro(s): Pavel Královec |
| Jugador del Partido: Jorge Bodden |            |           |            |                                                           |                                                           |

| 29 de octubre de 2013, 17:00       | Uruguay                                         | 4:2 (3:0) | Eslovaquia                  | Emirates Club, Ras el Jaima                                |                                                            |
|                                    | Otormín 4' 57' · Méndez 34' (pen.) · Acosta 41' | Reporte   | Vestenický 62' · Siplak 84' | Asistencia: 2.215 espectadores Árbitro(s): Marco Rodríguez | Asistencia: 2.215 espectadores Árbitro(s): Marco Rodríguez |
| Jugador del Partido: Franco Acosta |                                                 |           |                             |                                                            |                                                            |

| 29 de octubre de 2013, 17:00       | Marruecos        | 1:2 (0:1) | Costa de Marfil                | Fujairah Club, Fuyaira                                   |                                                          |
|                                    | Bnou Marzouk 59' | Reporte   | Kessié 3' (pen.) · Ahissan 74' | Asistencia: 4.172 espectadores Árbitro(s): Craig Thomson | Asistencia: 4.172 espectadores Árbitro(s): Craig Thomson |
| Jugador del Partido: Franck Kessie |                  |           |                                |                                                          |                                                          |

| 29 de octubre de 2013, 20:00         | Argentina                              | 3:1 (1:1) | Túnez          | Estadio Al-Rashid, Dubái                                     |                                                              |
|                                      | Ferreyra 1' · Ibáñez 52' · Driussi 72' | Reporte   | Haj Hassen 42' | Asistencia: 6.801 espectadores Árbitro(s): Svein Oddvar Moen | Asistencia: 6.801 espectadores Árbitro(s): Svein Oddvar Moen |
| Jugador del Partido: Germán Ferreyra |                                        |           |                |                                                              |                                                              |

| 29 de octubre de 2013, 20:00     | Nigeria                                              | 4:1 (3:0) | Irán           | Sheikh Khalifa, Al Ain                                 |                                                        |
|                                  | Okon 22' · Iheanacho 24' · Muhammed 41' · Yahaya 75' | Reporte   | Gholizadeh 85' | Asistencia: 6.825 espectadores Árbitro(s): Héber Lopes | Asistencia: 6.825 espectadores Árbitro(s): Héber Lopes |
| Jugador del Partido: Samuel Okon |                                                      |           |                |                                                        |                                                        |

#### Cuartos de final
| 1 de noviembre de 2013, 17:00       | Honduras      | 1:2 (1:0) | Suecia                  | Sheikh Khalifa, Al Ain        |                               |
|                                     | Velasquez 36' | Reporte   | Rakip 67' · Berisha 73' | Árbitro(s): Abdulrahman Abdou | Árbitro(s): Abdulrahman Abdou |
| Jugador del Partido: Valmir Berisha |               |           |                         |                               |                               |

| 1 de noviembre de 2013, 20:00    | Brasil | 1:1 (0:0) (10:11 p.)       | México                                                                                             | Estadio Al-Rashid, Dubái      |                               |
|                                  | Nathan 84' | Reporte                    | Ochoa 79'                                                                                          | Árbitro(s): Svein Oddvar Moen | Árbitro(s): Svein Oddvar Moen |
|                                  | | Tiros desde el punto penal | |                               |                               |
|                                  | Mosquito · Nathan · Lucas · Danilo · Gabriel · Léo Pereira · Thiago Maia · Joanderson · Eduardo · Marcos · Auro · Mosquito |                            | Díaz · Ochoa · Rivas · Aguirre · Wbias · Granados · Tovar · Robles · Govea · Terán · Gudiño · Díaz |                               |                               |
| Jugador del Partido: Raúl Gudiño | |                            | |                               |                               |

| 2 de noviembre de 2013, 17:00        | Argentina               | 2:1 (2:0) | Costa de Marfil   | Estadio Sharjah, Sarja     |                            |
|                                      | Ibáñez 5' · Moreira 32' | Reporte   | Kessié 77' (pen.) | Árbitro(s): Wolfgang Stark | Árbitro(s): Wolfgang Stark |
| Jugador del Partido: Rodrigo Moreira |                         |           |                   |                            |                            |

| 2 de noviembre de 2013, 20:00      | Uruguay | 0:2 (0:1) | Nigeria         | Estadio Sharjah, Sarja   |                          |
|                                    |         | Reporte   | Awoniyi 18' 79' | Árbitro(s): Jair Marrufo | Árbitro(s): Jair Marrufo |
| Jugador del Partido: Taiwo Awoniyi |         |           |                 |                          |                          |

#### Semifinales
| 5 de noviembre de 2013, 17:00   | Argentina | 0:3 (0:2) | México                      | Mohammed bin Zayed, Abu Dabi                               |                                                            |
|                                 |           | Reporte   | Ochoa 4' 20' · Granados 85' | Asistencia: 5.621 espectadores Árbitro(s): Gianluca Rocchi | Asistencia: 5.621 espectadores Árbitro(s): Gianluca Rocchi |
| Jugador del Partido: Iván Ochoa |           |           |                             |                                                            |                                                            |

| 5 de noviembre de 2013, 21:00      | Suecia | 0:3 (0:1) | Nigeria                           | Estadio Al-Rashid, Dubái                               |                                                        |
|                                    |        | Reporte   | Awoniyi 21' · Okon 80' · Ezeh 81' | Asistencia: 8.800 espectadores Árbitro(s): Héber Lopes | Asistencia: 8.800 espectadores Árbitro(s): Héber Lopes |
| Jugador del Partido: Taiwo Awoniyi |        |           |                                   |                                                        |                                                        |

#### Tercer lugar
| 8 de noviembre de 2013, 17:00       | Suecia                              | 4:1 (3:1) | Argentina       | Mohammed bin Zayed, Abu Dabi |                           |
|                                     | Berisha 6' 23' 55' · Strandberg 19' | Reporte   | Compagnucci 43' | Árbitro(s): Badara Diatta    | Árbitro(s): Badara Diatta |
| Jugador del Partido: Valmir Berisha |                                     |           |                 |                              |                           |

#### Final
| 8 de noviembre de 2013, 20:00    | Nigeria                                          | 3:0 (1:0) | México | Mohammed bin Zayed, Abu Dabi |                           |
|                                  | Aguirre 8' (a.g.) · Iheanacho 54' · Muhammed 80' | Reporte   |        | Árbitro(s): Craig Thomson    | Árbitro(s): Craig Thomson |
| Jugador del Partido: Musa Yahaya |                                                  |           |        |                              |                           |

|                            |
| Bandera de Nigeria         |
| Campeón Nigeria 4.º título |

## Estadísticas

### Clasificación general
| Equipo | Equipo                 | Pts | PJ | PG | PE | PP | GF | GC | Dif | Rend  |
| ------ | ---------------------- | --- | -- | -- | -- | -- | -- | -- | --- | ----- |
| 1      | Nigeria                | 19  | 7  | 6  | 1  | 0  | 26 | 5  | 21  | 88,8% |
| 2      | México                 | 13  | 7  | 4  | 1  | 2  | 11 | 11 | 0   | 72,2% |
| 3      | Suecia                 | 13  | 7  | 4  | 1  | 2  | 15 | 11 | 4   | 72,2% |
| 4      | Argentina              | 13  | 7  | 4  | 1  | 2  | 13 | 12 | 1   | 72,2% |
| 5      | Brasil                 | 13  | 5  | 4  | 1  | 0  | 19 | 4  | 15  | 86,7% |
| 6      | Uruguay                | 10  | 5  | 3  | 1  | 1  | 14 | 6  | 8   | 83,3% |
| 7      | Costa de Marfil        | 7   | 5  | 2  | 1  | 2  | 7  | 5  | 2   | 46,7% |
| 8      | Honduras               | 7   | 5  | 2  | 1  | 2  | 6  | 8  | -2  | 46,7% |
| 9      | Japón                  | 9   | 4  | 3  | 0  | 1  | 7  | 4  | 3   | 75,0% |
| 10     | Marruecos              | 7   | 4  | 2  | 1  | 1  | 8  | 5  | 3   | 58,3% |
| 11     | Uzbekistán             | 7   | 4  | 2  | 1  | 1  | 4  | 2  | 2   | 58,3% |
| 12     | Túnez                  | 6   | 4  | 2  | 0  | 2  | 5  | 6  | -1  | 50,0% |
| 13     | Italia                 | 6   | 4  | 2  | 0  | 2  | 3  | 4  | -1  | 50,0% |
| 14     | Irán                   | 5   | 4  | 1  | 2  | 1  | 4  | 6  | -2  | 41,6% |
| 15     | Eslovaquia             | 4   | 4  | 1  | 1  | 2  | 7  | 12 | -5  | 33,3% |
| 16     | Rusia                  | 3   | 4  | 1  | 0  | 3  | 5  | 5  | 0   | 25,0% |
| 17     | Croacia                | 3   | 3  | 1  | 0  | 2  | 3  | 5  | -2  | 33,3% |
| 18     | Canadá                 | 2   | 3  | 0  | 2  | 1  | 3  | 6  | -3  | 22,0% |
| 19     | Austria                | 1   | 3  | 0  | 1  | 2  | 4  | 6  | -2  | 11,0% |
| 20     | Panamá                 | 0   | 3  | 0  | 0  | 3  | 2  | 7  | -5  | 00,0% |
| 21     | Venezuela              | 0   | 3  | 0  | 0  | 3  | 2  | 9  | -7  | 00,0% |
| 22     | Emiratos Árabes Unidos | 0   | 3  | 0  | 0  | 3  | 2  | 10 | -8  | 00,0% |
| 23     | Irak                   | 0   | 3  | 0  | 0  | 3  | 2  | 12 | -10 | 00,0% |
| 24     | Nueva Zelanda          | 0   | 3  | 0  | 0  | 3  | 0  | 11 | -11 | 00,0% |

## Premios y reconocimientos

### Balón de Oro
El Balón de Oro es para el mejor futbolista del torneo. 
| Premio          |                 | Jugador           | Selección |
| --------------- | --------------- | ----------------- | --------- |
| Balón de Oro    | Balón de Oro    | Kelechi Iheanacho | Nigeria   |
| Balón de Plata  | Balón de Plata  | Nathan            | Brasil    |
| Balón de Bronce | Balón de Bronce | Iván Ochoa        | México    |

### Bota de oro
Para la designación del ganador de la Bota de oro, se tomarán en cuenta en primera instancia los goles (GF), seguido por las asistencias de goles realizadas (AST) y finalmente la menor cantidad de minutos jugados (MIN).
| Jugador           | Selección  | GF | AST | MIN |
| ----------------- | ---------- | -- | --- | --- |
| Valmir Berisha    | Suecia     | 7  | 0   | 536 |
| Kelechi Iheanacho | Nigeria    | 6  | 6   | 564 |
| Boschilia         | Brasil     | 6  | 3   | 315 |
| Nathan            | Brasil     | 5  | 4   | 427 |
| Tomáš Vestenický  | Eslovaquia | 5  | 0   | 609 |
| Taiwo Awoniyi     | Nigeria    | 4  | 5   | 525 |
| Mosquito          | Brasil     | 4  | 2   | 431 |
| Franco Acosta     | Uruguay    | 4  | 1   | 390 |
| Joaquín Ibáñez    | Argentina  | 4  | 1   | 424 |
| Musa Yahaya       | Nigeria    | 4  | 1   | 618 |
| Iván Ochoa        | México     | 4  | 1   | 630 |
| Leandro Otormin   | Uruguay    | 4  | 0   | 356 |

### Guante de Oro
| Jugador       | Selección |
| Dele Alampasu | Nigeria   |
| ------------- | --------- |

### Premio Fair Play
| Selección |
| Nigeria   |
| --------- |